# FK Pobeda
FK Pobeda är en fotbollsklubb i Nordmakedonien.
Klubben hör hemma i staden Prilep som är belägen i södra delen av Nordmakedonien. FK Pobeda spelar i mekedonska förstaligan.

## Meriter
- Ligan 2004, 2007
- Cupen 2002